# Sainte-Hermine

Sainte-Hermine este o comună în departamentul Vendée, Franța. În 2009 avea o populație de 2,584 de locuitori.